# 第九季超級籃球聯賽季後賽
SBL第九季季後賽，這一季的季後賽採七戰四勝制，率先拿到四勝的球隊，將挺進冠軍賽。第一輪賽事由璞園建築出戰裕隆纳智捷，另一場賽事由台灣啤酒出戰達欣工程。最終璞園建築以4勝1敗的成績擊敗裕隆納智捷，達欣工程以4勝3敗的成績擊敗衛冕軍台灣啤酒，總冠軍賽將由達欣工程挑戰璞園建築。

## 季後賽
| 4月21日 16:00 |

|  |

| 璞園建築 81–47 裕隆纳智捷            |
| 每節分數： 15–8、18–12、30–13、18–14 |

| 4月21日 18:00 |

|  |

| 台灣啤酒 86–74 達欣工程               |
| 每節分數： 19–25、19–18、26–16、22–15 |

| 4月22日 16:00 |

|  |

| 裕隆纳智捷 88–79 璞園建築             |
| 每節分數： 17–19、23–13、29–30、19–17 |

| 4月22日 18:00 |

|  |

| 達欣工程 87–71 台灣啤酒               |
| 每節分數： 14–12、19–24、26–18、28–17 |

| 4月24日 18:00 |

|  |

| 璞園建築 81–67 裕隆纳智捷             |
| 每節分數： 22–14、13–21、30–14、16–18 |

| 4月24日 20:00 |

|  |

| 台灣啤酒 78–79 達欣工程               |
| 每節分數： 20–27、14–15、20–17、24–20 |

| 4月26日 18:00 |

|  |

| 裕隆纳智捷 83–84 璞園建築             |
| 每節分數： 22–18、21–17、24–26、16–23 |

| 4月26日 20:00 |

|  |

| 達欣工程 70–81 台灣啤酒               |
| 每節分數： 13–21、18–18、18–20、21–22 |

| 4月28日 16:00 |

|  |

| 璞園建築 77–62 裕隆纳智捷            |
| 每節分數： 19–13、18–24、24–9、16–16 |

| 4月28日 18:00 |

|  |

| 台灣啤酒 62–66 達欣工程               |
| 每節分數： 21–12、17–20、13–17、11–17 |

| 4月29日 18:00 |

|  |

| 達欣工程 68–81 台灣啤酒               |
| 每節分數： 16–24、20–24、20–16、12–17 |

| 5月1日 19:00 |

|  |

| 台灣啤酒 69–71 達欣工程               |
| 每節分數： 21–13、17–16、14–24、17–18 |